# Instituto de Apoio à Criança
O Instituto de Apoio à Criança (IAC) é uma reconhecida instituição de solidariedade social portuguesa que vista promover e proteger os direitos da criança. Foi fundada em 1983 pela Dra. Manuela Eanes, primeira dama de Portugal aquando da fundação da instituto. O IAC administra e responde em Portugal aos números europeus 116 111 e 116 000, as linhas SOS Criança e SOS Criança Desaparecida, respetivamente.